# Carl Erik Granlund
Carl Erik Granlund, född 26 mars 1808 i Enköping, Uppland, död 5 maj 1859 i Vagnhärad, var en svensk amatörorgelbyggare och snickare.
Han anlitades för reparationer på orglar. Han tros endast ha byggt några få verk i Uppland. Han lärde sig troligen att bygga orglar av Pehr Gullbergson i Lillkyrka.

## Biografi
Carl Erik Granlund var son till gårdsägaren Carl Granlund och Maria Andersdotter. 1824 flyttade han med sin bror Johan Vilhelm Granlund till Hedemora och blev svarvarlärling hos honom. Han återvände 1827 till Enköping. Han flyttade sedan 1828 till Stockholm och blev orgelbyggarlärling hos orgelbyggaren Gustaf Andersson. 1830 flyttade han till Kungsholmen.
1832 flyttade han till Enköping och började arbeta som orgelbyggare. 1833 flyttade han till Uppsala-Näs.
1835 bosatte sig familjen på kvarteret Bävern 9 i Uppsala. 1835 bosatte sig familjen på kvarteret Rosenberg 9 i Uppsala.
Carl Erik Granlund avled 5 maj 1859 i Vagnhärad.

### Familj
Granlund gifte sig 8 juli 1833 i Västeråker med Carolina Sahlberg (1813–1896). Hon var dotter till organisten Anders Sahlberg och Cajsa Lisa Dahlberg i Västeråker. De fick tillsammans barnen Sophia Vilhelmina (1833–1873), Carolina Erika (född 1836), Emma Adolphina (1839–1901) och Gunilla Cathrina (född 1843).

## Orgelverk
| År        | Ursprunglig kyrka    | Stift   | Bild | Manualer | Pedal   | Stämmor | Bevarad orgel/fasad | Övrigt |
| --------- | -------------------- | ------- | ---- | -------- | ------- | ------- | ------------------- | --- |
| 1833–1834 | Västeråkers kyrka    | Uppsala |      |          |         | 8       | Nej/Nej             | Orgeln renoverades 1860 av Daniel Wallenström, Uppsala. Ny orgel byggdes 1915 av Erik Henrik Eriksson, Gävle. |
| 1846–1847 | Dalby kyrka, Uppland | Uppsala |      |          |         |         | Nej/Ja              | Granlund byggde om en orgel 1846–1847 och gjorde en ny fasad. Orgeln var från 1659 och skänktes av Knut Posse i Hammarskog. Den hade tidigare reparerats 1751 av Carl Holm, Uppsala. Tillbygges 1763 av organist Granwik. Reparerades 1787 av Niclas Söderström, Husby. En ny orgel byggdes 1903 av P L Åkerman & Lunds Orgelfabriks AB, Sundbybergs köping. |
| 1856      | Vänge kyrka, Uppland | Uppsala |      |          |         | 8       | Nej/Nej             | En ny orgel byggdes 1886 av E A Setterquist & Son, Örebro. |
| 1857      | Hökhuvuds kyrka      | Uppsala |      | 1        | Bihängd | 8       | Ja/Ja               | Granlund renoverade och byggde om en orgel 1857. Han bytte då ut Qvinta 3' och Scharf III mot Fugara 8' och Fleut d'Amour 8'. Orgeln var byggd 1783 av Olof Schwan och Mattias Swahlberg den yngre, Stockholm. 1936 konserverades orgeln av Olof Hammarberg, Göteborg.                                                                                       |